# 金皇后
金皇后（?—?），闽惠宗王延钧的继室，在清远公主去世后娶其为妻。溫和贤惠，姿色秀麗，可是王延钧却不喜她寡淡无味。后来，王延钧喜欢了父亲王审知的侍女陳金鳳，王延钧对金氏宠幸越来越衰减。王延钧称帝后，她成为皇后。永和元年（935年）二月，王延钧立陳金鳳为皇后，金氏则被废，不知所终。